# 莱阿武鲁
莱阿武鲁（西班牙語：Leaburu）是西班牙巴斯克自治区吉普斯夸省的一个市镇。总面积4平方公里，总人口367人（2001年），人口密度92人/平方公里。